# هنري أبوت
هنري أبوت (بالإنجليزية: Henry Abbott)‏ هو فلاح وقاضي وسياسي أيرلندي، ولد في 18 ديسمبر 1947 في جمهورية أيرلندا. حزبياً، نشط في فيانا فايل. في الانتخابات العمومية الإيرلندية 1987 ‏، انتخب نائب دييل عن دائرة لونغفورد وستميث ‏ وقد انضم خلال فترته النيابية ‏ (10 مارس 1987 – 25 مايو 1989)  للكتلة البرلمانية فيانا فايل.